# Jaume Ferrús i Estopà
Jaume Ferrús i Estopà (Flix, 24 d'octubre del 1943) és un enginyer industrial català, director de Televisió de Catalunya entre 1989 i 1995. Format a l'Escola Tècnica Superior d'Enginyeria Industrial de Barcelona, s'ocupà de l'estudi previ per a la creació de la televisió pública catalana com a enginyer de CAST Enginyeria, empresa a la qual la Generalitat de Catalunya adjudicà el 1982 la realització del projecte, la direcció de les obres, la instal·lació i l'equipament del canal. El 1983 Jaume Ferrús fou nomenat director tècnic i realitzà l'estudi del centre de Sant Joan Despí. Dos anys més tard, ocupà el càrrec de subdirector de Televisió de Catalunya fins al juny de 1989, moment en què fou nomenat director de l'empresa pública de televisió catalana.
Col·laborà en l'estudi de la candidatura dels Jocs Olímpics d'Estiu de 1992 i formà part del consell assessor de la Ràdio i la Televisió Olímpica. Jaume Ferrús fou nomenat director general de Cablevisión el 1995. Posteriorment seria director general de Canal Satélite Digital, la primera plataforma de televisió digital via satèl·lit d'Espanya, des de la seva creació fins a la seva incorporació a Mediapro, on va ser membre del consell directiu des de febrer de 1999 fins al 2016. També va ser membre del consell d'administració de Torre de Collserola, vicepresident del Centre de Telecomunicacions de la Generalitat de Catalunya, va ser vicepresident primer i executiu de Barcelona Media. Es vicepresident del patronat del centre de recerca Eurecat.
Va presidir l'Associació de Productors Independents de Catalunya (APIC). Des del novembre de 2010 fins al maig de 2011 va ser president de Productors Audiovisuals Federats, en representació de l'APIC. Paral·lelament, el 2010 va presentar la bodega Mas d'en Blei.